# Akimov
Akimov [akímov] ima več pomenov.

## Osebnosti
Priimek več osebnosti (rusko Аки́мов).
- Aleksander Ivanovič Akimov (1895 – 1965), sovjetski general
- Aleksander Fjodorovič Akimov, nadzornik v Černobilu
- Aleksej Jurjevič Akimov, (*1986) ruski kitarist
- Ivan Akimovič Akimov (1754 – 1814), ruski slikar
- Stepan Dimitrijevič Akimov, sovjetski general
- Vladimir Mihailovič Akimov, ime več oseb
  - Vladimir Mihailovič Akimov (general)
  - Vladimir Mihailovič Akimov (umetnik)